# Fužine-Brücke
Die Fužine-Brücke (Slowenisch: Fužinski most) ist eine 1987 eröffnete Straßenbrücke über die Ljubljanica in unmittelbarer Nähe von Schloss Fužine im Laibacher Stadtbezirk Stadtbezirk Moste. Sie verbindet die Stadtbezirke Moste und Golovec über die
Chengdu-Straße (Chengdujska cesta), benannt nach der chinesischen Stadt Chengdu, eine der Partnerstädte von Ljubljana.

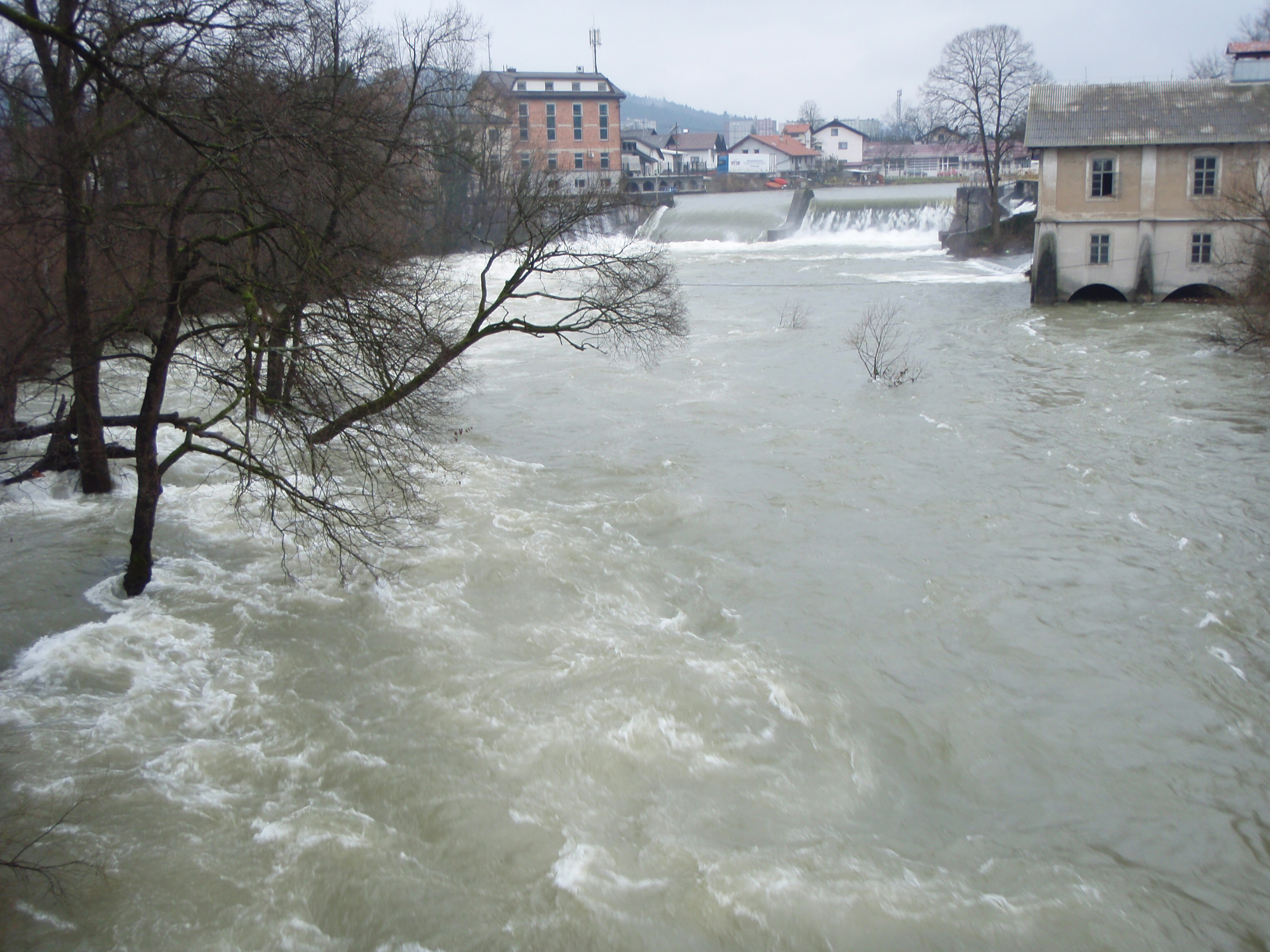
Hochwasser unter der Fužine-Brücke 2008

## Geschichte
Die erste Holzbrücke an dieser Stelle ist auf der Darstellung von Schloss Kaltenbrunn aus dem Jahr 1689 zu sehen. Über das Schicksal dieser Brücke gibt es keine Informationen. Der direkte Vorläufer der heutigen Brücke wurde 1978 errichtet und 1986 wegen Baufälligkeit abgerissen werden. Der Bau der neuen Brücke begann am 17. November 1986. Sie wurde innerhalb eines Jahres fertiggestellt.

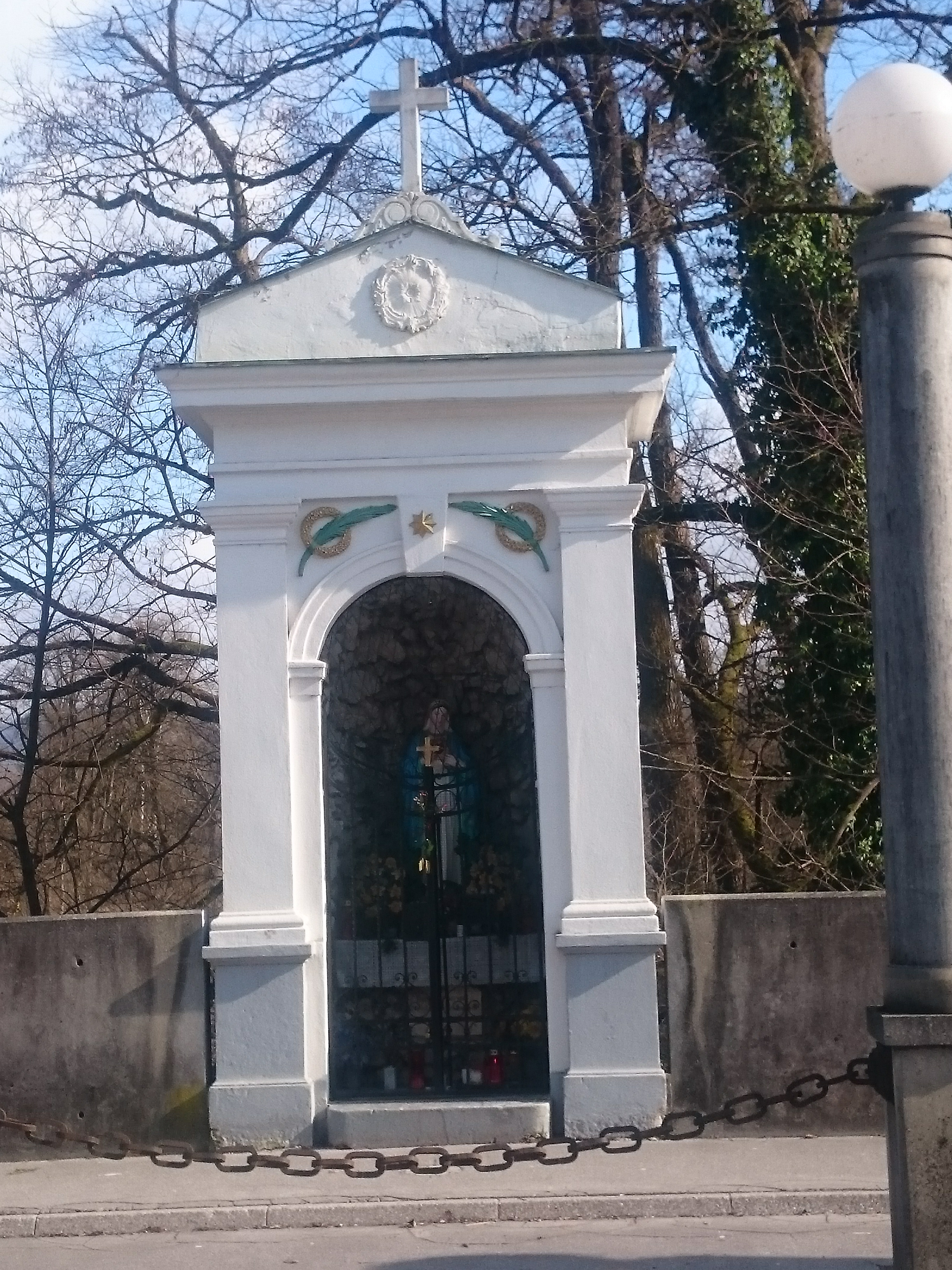
Die Marienkapelle auf der Fužine-Brücke

## Die heutige Brücke
Die Brücke hat eine zweispurige Fahrbahn. Geh- und Radwege sind von der Fahrbahn durch einen Betonzaun getrennt, in den auch öffentliche Beleuchtungsmasten eingebaut sind. Auch der Brückenzaun ist aus Beton. Vorgespannte Stahlbetonbalken dienen als tragende Strukturen.
Auf der Brücke befindet sich eine Marienkapelle. Die Form der Brücke zitiert Bauwerke von Plečnik. Ihr Architekt, Peter Gabrijelčič, erhielt dafür 1988 eine Auszeichnung der Prešeren-Stiftung.
Über die Brücke führt der Weg der Erinnerungen und Kameradschaft.